# Pierson (Florida)
Pierson és una població dels Estats Units a l'estat de Florida. Segons el cens del 2000 tenia 2.596 habitants.

## Demografia
Segons el cens del 2000, Pierson tenia 2.596 habitants, 484 habitatges, i 378 famílies. La densitat de població era de 123,1 habitants/km².
Dels 484 habitatges en un 43,2% hi vivien nens de menys de 18 anys, en un 61,2% hi vivien parelles casades, en un 10,5% dones solteres, i en un 21,9% no eren unitats familiars. En el 18% dels habitatges hi vivien persones soles el 9,5% de les quals corresponia a persones de 65 anys o més que vivien soles. El nombre mitjà de persones vivint en cada habitatge era de 3,35 i el nombre mitjà de persones que vivien en cada família era de 3,71.
Per edats la població es repartia de la següent manera: un 21,7% tenia menys de 18 anys, un 18,7% entre 18 i 24, un 38,4% entre 25 i 44, un 14,2% de 45 a 60 i un 6,9% 65 anys o més.
L'edat mediana era de 28 anys. Per cada 100 dones de 18 o més anys hi havia 149,9 homes.
La renda mediana per habitatge era de 26.773 $ i la renda mediana per família de 27.461 $. Els homes tenien una renda mediana de 30.247 $ mentre que les dones 14.605 $. La renda per capita de la població era de 12.450 $. Entorn del 22,8% de les famílies i el 33,6% de la població estaven per davall del llindar de pobresa.

## Poblacions més properes
El següent diagrama mostra les poblacions més properes.